# Mario Héctor Silvio Mariño
Mario Héctor Silvio Mariño (Buenos Aires el 9 de diciembre de 1934), diseñador industrial, docente e investigador argentino, Doctor y profesor Emérito de la Universidad de Buenos Aires en el área del Diseño Industrial, siendo un pionero en esta materia en su país, institucionalizando la investigación de esta especialidad en la Facultad de Arquitectura, Diseño y Urbanismo (UBA) en 1989, posteriormente transformando esta área en lo que hoy es el Centro de Investigación en Diseño Industrial Archivado el 13 de agosto de 2018 en Wayback Machine. de productos complejos (CIDI). En 1992 crea, junto a la arquitecta Odilia Suárez, la carrera de Doctorado en Diseño Industrial en esa misma Casa de Estudios. También lo ha sido en el campo de la arquitectura antártica donde cabe destacar las edificaciones realizadas en la Antártida Argentina con el diseño y construcción del hangar (1970) de la base Marambio, siendo en su momento la construcción en plástico más grande del mundo. Ha sido también miembro del Grupo de Arte y Cibernetica Buenos Aires, con exposiciones en todo el mundo.

## Formación académica
Ha realizado su formación profesional en Argentina en el ámbito de la Facultad de Arquitectura, Diseño y Urbanismo (Universidad de Buenos Aires), en los Estados Unidos en el International Styling Center de Chrysler (Detroit) –especializándose en Body Design Engineering y Body Styling-, y  en Gran Bretaña en el Department of Design Research del Royal College of Art (Londres) –especializándose en metodología de Diseño. En este último, tuvo como tutor quien fuera el director de dicha unidad, el profesor L. Bruce Archer, destacada personalidad del mundo del diseño y metodólogo de la Escuela de Diseño de Ulm (Alemania).
En el año 1995 obtuvo su Doctorado en la Facultad de Arquitectura, Diseño y Urbanismo de la Universidad de Buenos Aires, con una tesis cuya temática estuvo centrada en desarrollar, desde el diseño industrial, un modelo teórico de interfase que, mediante la utilización de recursos informáticos, demuestre que a través de un efecto de rotación, es posible reducir la presión sobre ciertas áreas del cuerpo, lo que contribuiría a prevenir y disminuir la formación de úlceras por decúbito en pacientes que deben permanecer en camas por períodos prolongado. Su tesis, con la mencionada investigación, fue la primera en esta especialidad en esa Casa de Estudios, que no volvería a contar con otra hasta diez años después.

## Actividades académicas
En el ámbito de la Facultad de Arquitectura, Diseño y Urbanismo (Universidad de Buenos Aires), ha sido Profesor titular Regular de Análisis de Productos desde el año 1987, Profesor titular Consulto desde junio de 1999, Profesor Emérito desde julio de 2006,  Director del Centro de Investigación en Diseño Industrial de Productos Complejos desde 1987 hasta 2007 y miembro de la Comisión de Doctorado desde mayo de 2001.
En otros ámbitos académicos, ha sido también Investigador categorizado (categoría 1) por el Consejo Interuniversitario Nacional y profesor titular en el Instituto de Diseño de la Universidad Nacional de La Plata. Forma parte del registro de Expertos de la Comisión Nacional de Evaluación y Acreditación Universitaria – CONEAU (24 de febrero de 1997). Ha sido becario del British Council (3 de octubre de 1972) y del Fondo Nacional de las Artes (3 de agosto de 1972). Es Former Member del Design Research Unit Royal College of Art (Londres), desde el 28 de marzo de 1973. Es miembro del Comité Académico de la Carrera de Doctorado en Ciencias del Diseño en la Facultad de Arquitectura, Urbanismo y Diseño de la Universidad Nacional de Córdoba (2002).
Ha participado en el Interdesign Belgium, organizado por el International Council of Societies of Industrial Design (ICSID), de 1985, dedicado al diseño de equipamiento básico para países en vías de desarrollo, realizado en la Universidad Louvain-La-Nueve (Bélgica)

### Premios y distinciones
- Gran Premio en la Bienal de Artes Aplicadas del Uruguay (26 de febrero de 1970), siendo este el primer gran premio en el área de diseño obtenido por Argentina.[6]
- Cubo Contemporáneo al Mejor Diseño (1976).
- Lápiz de Plata en reconocimiento a la Trayectoria en la Bienal Latinoamericana de Diseño (1989).
- Diploma al Mérito de Diseño en el Second Philips / ICSID Award (3 de julio de 1979).
- Premio “La Nación” en Expociencia de la Universidad de Buenos Aires (1991) como el mejor trabajo presentado en dicho evento.
- Premio Fundación Konex a la trayectoria, como una de las 100 figuras del arte argentino en la categoría Diseño Industrial (1992).
- Beca Larramendi de la Fundación Mapfre Medicina de Madrid, España, (1993).
- Premio de Investigación de la Facultad de Arquitectura, Diseño y Urbanismo, Universidad de Buenos Aires (1993).
- Mención Especial en el Premio Nuevas Ingenierías del Centro Argentino de Ingenieros y la Agencia nacional de Promoción Científica y Tecnológica (1999).
- Premio Fundación Konex a la trayectoria, como una de las 100 figuras del arte argentino en la categoría Diseño Industrial (2002).[7]
- Recibe la felicitación de la Comisión de Ciencia y Tecnología de la Cámara de Diputados de la Nación por haber sido uno de los científicos más galardonados durante el año 2002 (2003).

### Participación en Sociedades Científicas y Académicas
- Royal College of Art (Londres, Gran Bretaña).
- Association of Former Members of Design Research Unit (Engineering).[8]
- International Council of Societies of Industrial Design. ICSID Roster of Experts of Design and Developing Countries.
- Design Research Society (Gran Bretaña).
- Board of Directors of Design Center for Global Needs -Research and Development- (San Francisco State University / UCLA, Estados Unidos).
- Miembro Honorario de ADI - Asociación de Diseñadores Industriales (República Argentina).
- Miembro de SABI – Sociedad Argentina de Bioingeniería (República Argentina).
- Miembro de la Sociedad Científica Argentina.
- Miembro de la Swiss Foundation for Rehabilitation Technology (Neuchatel, Suiza).

## Actividad profesional
Ha realizado diseños para empresas como Philips Argentina, Chrysler, Ford, Braun, Interieur Forma, Orbis, Santa Lucía Cristal, Fate y Techint.
Desde 1960 hasta 1974 ocupó en Chrysler Argentina, en Chrysler International Styling Studio y en Ford Motor Argentina los cargos de Ingeniero de Producto, Supervisor de Diseño de Ingeniería de Producto, Gerente de Diseño y Ayudante del Presidente de la Corporación. En esta especialidad, ha escrito varios artículos en diversas publicaciones.
Desde 1974 hasta 1982 se desempeñó como uno de los titulares del Estudio de Diseño CEPAD (Centro de Proyectos Avanzados de Diseño), uno de los principales estudios de diseño industrial de la Argentina. 
Actualmente se encuentra abocado a la actividad académica y de investigación dentro de la Universidad de Buenos Aires.

## Galería

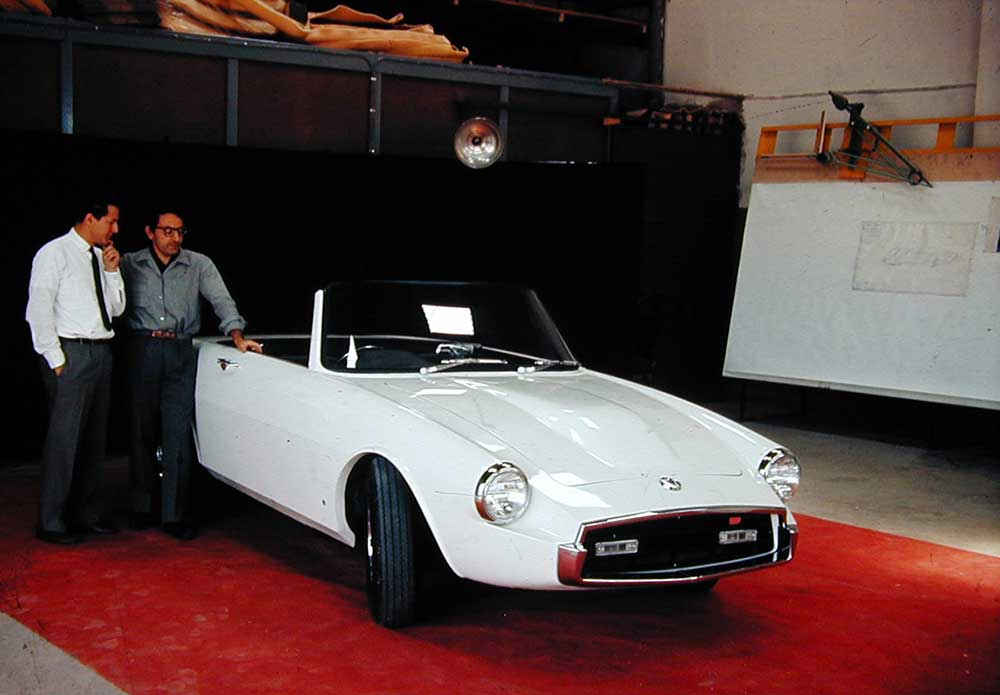
Modelo final del automóvil Nic, Gran Premio en la Bienal de Artes Aplicadas del Uruguay (26 de febrero de 1970), siendo este el primer gran premio en el área de diseño obtenido por Argentina. A la izquierda, Mario Mariño.
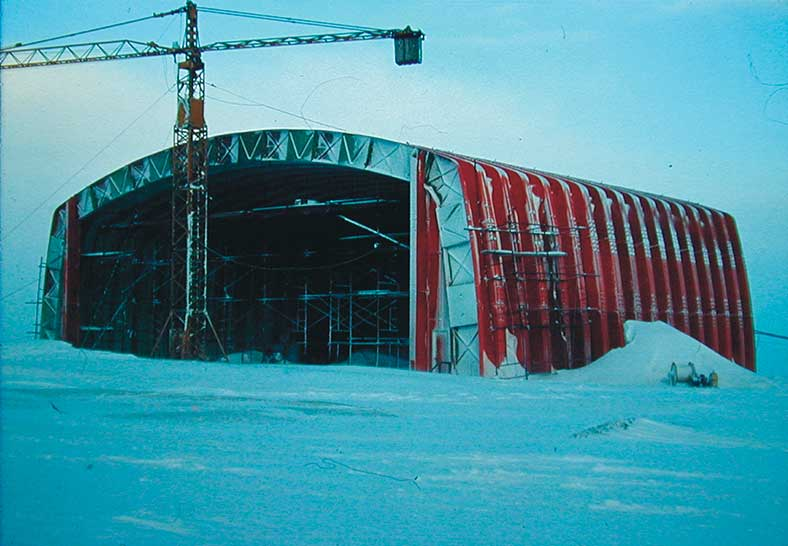
Hangar de helicópteros de la base Marambio (1970) realizado totalmente en material plástico, siendo en su momento la construcción en ese material más grande existente. La imagen corresponde a su etapa de armado en la base antártica.
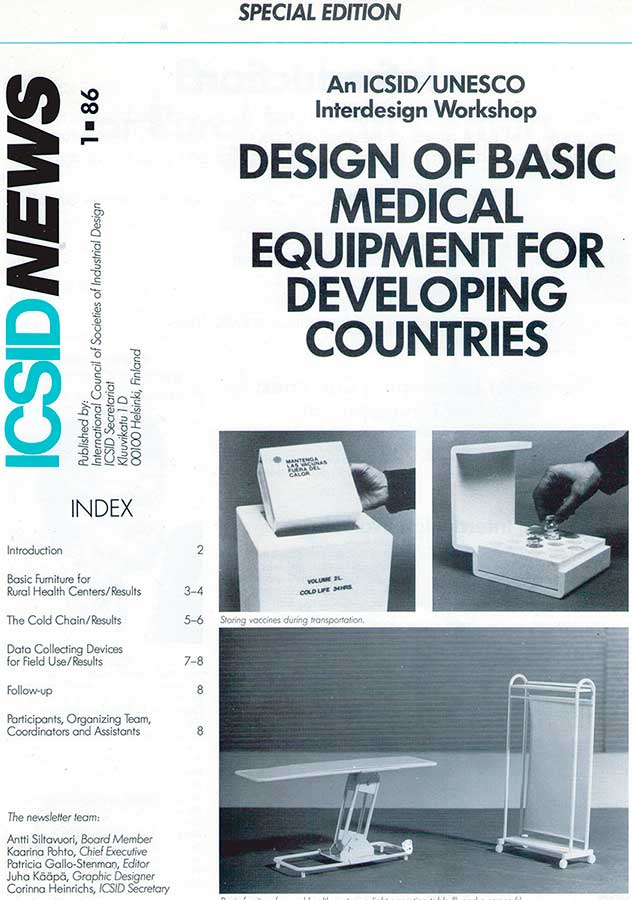
Tapa de la publicación ICSID News de 1986 en la cuál está recopilada toda la información del Workshop realizado en la University of Louvine-Le-Nouve en Bélgica. En ésta tapa se muestra el contenedor desarrollado por el Dr. Mario Mariño.
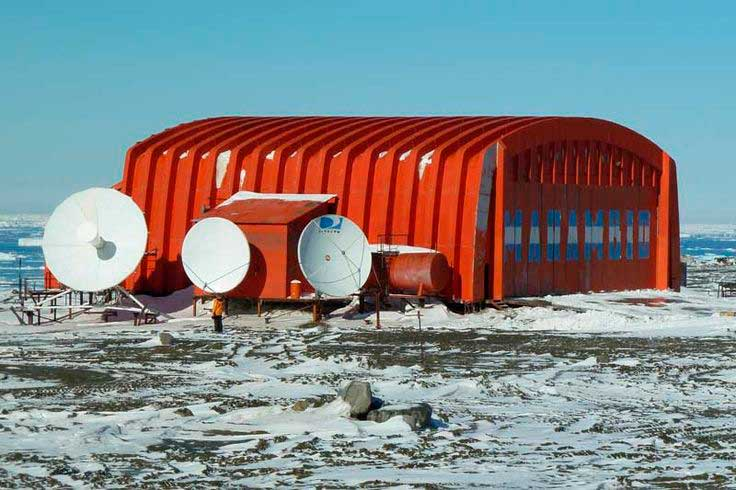
Estado actual del hangar, aún en actividad.
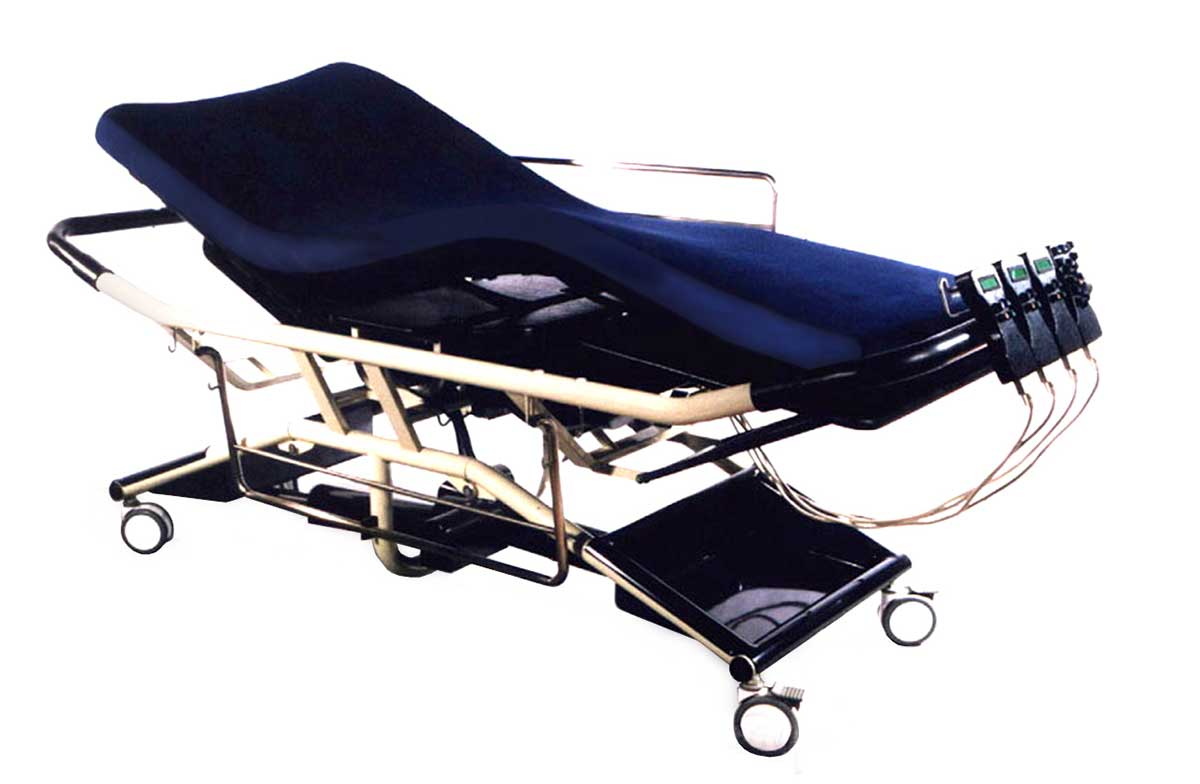
Cama mecatrónica para la prevención de escaras en el uso prologado en terapia intensiva (1999)